# Franz Karl Stanzel
Franz Karl Stanzel (* 4. August 1923 in Molln; † 17. Oktober 2023 in Graz) war ein österreichischer Anglist, Literaturwissenschaftler und Komparatist.

## Leben und Werk
Franz Karl Stanzel wurde am 4. August 1923 als Sohn des Gendarmerie-Revierinspektors Franz Josef Stanzel (* 24. Juni 1883) und dessen Ehefrau Aloisia (geborene Seyerlehner; * 29. Mai 1894) in Molln geboren und am 7. August 1923 auf den Namen Franz Karl getauft. Seine Eltern hatten am 8. Februar 1919 geheiratet.
Schon während seiner Schulzeit in Steyr erlebte Stanzel 1934 sowohl den sozialistischen Schutzbundaufstand wie auch im Juli den Naziputsch hautnah. Als Mitglied einer Schülerorganisation der Vaterländischen Front demonstrierte er 1938 für Schuschniggs Volksbefragung für die Unabhängigkeit Österreichs, die dann durch den Einmarsch der Deutschen Wehrmacht verhindert wurde. Am 15. März 1938, also zwei Tage nach dem Einmarsch, wurde er zusammen mit zwei Mitdemonstranten nachts aus dem Schlafsaal des Franziskaner-Konvikts Voglsang in Steyr zu einem Verhör durch einen SS-Offizier gerufen, der die drei Schüler „verwarnte“.
Im Frühjahr 1940 meldete sich Stanzel zur deutschen Kriegsmarine, motiviert vom jugendlichen Wunsch zur See zu fahren. Es war aber auch eine Flucht-Reaktion auf Jahre der klösterlichen Erziehung und wenig inspirierenden Schulalltag. Nach Versenkung seines U-Bootes U 331 1942 im Mittelmeer geriet er als einer der wenigen Überlebenden in britische Kriegsgefangenschaft in England und Kanada. Nach seiner Entlassung begann er in Graz ein Studium der Anglistik und Germanistik. Er promovierte 1950 mit der Dissertation Das Amerikabild Thomas Wolfes 1900–1938. Die Nachkriegszustände an der Universität Graz nach dem Krieg schildert er in Die typischen Erzählsituationen 1955–2015, wie auch die ganz andere Erfahrung als Fulbright-Student 1950/51 an der Harvard-Universität: „Eine intellektuelle Wiedergeburt.“ Im Jahr 1955 habilitierte er in Graz für englische Philologie bei Herbert Koziol mit Die typischen Erzählsituationen im Roman. Es ist für die Nachkriegszeit bezeichnend, dass das Illegale NSLB Mitglied Koziol (ab 1932) und der NS-Gegner Stanzel sich im Nachkriegsösterreich tolerierten und schätzten, was in Stanzels Festschrift für Koziol (1973) versinnbildlicht wird.
Bereits 1957 erhielt Stanzel eine Dozentur für Anglistik in Göttingen und 1959 den Ruf als ordentlicher Professor für Anglistik nach Erlangen (Nachfolge Levin Ludwig Schückings). 1962 erfolgte die Rückberufung nach Graz, wo er 1993 emeritiert wurde. Während seiner Aktivzeit hatte er Gastprofessuren an englischen, kanadischen und amerikanischen Universitäten inne.
Besonders erfolgreich waren Stanzels Arbeiten zur Narratologie, wie aus den hohen Auflagen und den zahlreichen Übersetzungen (siehe Werke) zu entnehmen ist. Neben Strukturalismus und amerikanischem New Criticism war es die aktive Teilnahme an der Kontroverse, ausgelöst von Käte Hamburgers Logik der Dichtung (1957), die ihn zur Abfassung einer erweiterten Theorie des Erzählens (1979) veranlasste. Seine Einwände an Hamburgers Thesen fanden einen Niederschlag in ihrer „stark veränderten“ Neuauflage der Logik 1968. Stanzels „Typische Erzählsituationen“ haben auch Aufnahme in Einführungen zur Literaturwissenschaft von Monika Fludernik, Ansgar Nünning, Jochen Vogt u. a. gefunden. Was seinen Ansatz besonders auszeichnet ist Textnähe, strukturalistische Systematik, binäre Oppositionen wie Erzähler- und Reflektormodus, und Absicherung durch linguistische Begriffe wie erlebte Rede, episches Präteritum, emische und etische Textanfänge.
Das von Stanzel vorgelegte Erzählmodell zeichnet sich durch drei sogenannte Erzählsituationen aus: die Icherzählung (hier ist der Erzähler auch gleichzeitig Protagonist auf der Handlungsebene der Geschichte, Beispiel: Thomas Manns Bekenntnisse des Hochstaplers Felix Krull); die auktoriale Erzählungsituation (hier ist der Erzähler, der durchaus auch mit ‚ich‘ auf sich referieren kann, keine der handelnden Figuren, sondern steht über der erzählten Welt, daher dem Autor näher (‚auktorial‘), und kommentiert als Autorität die fiktionale Welt, Beispiel: Wilhelm Meisters Lehrjahre); und die personale Erzählsituation (hier scheint es keine Erzählerfigur zu geben, die fiktionale Welt wird durch die Augen einer oder mehrerer Figuren geschildert, häufig unter Anwendung von erlebter Rede oder von innerem Monolog, Beispiel: Hermann Brochs Der Tod des Vergil).

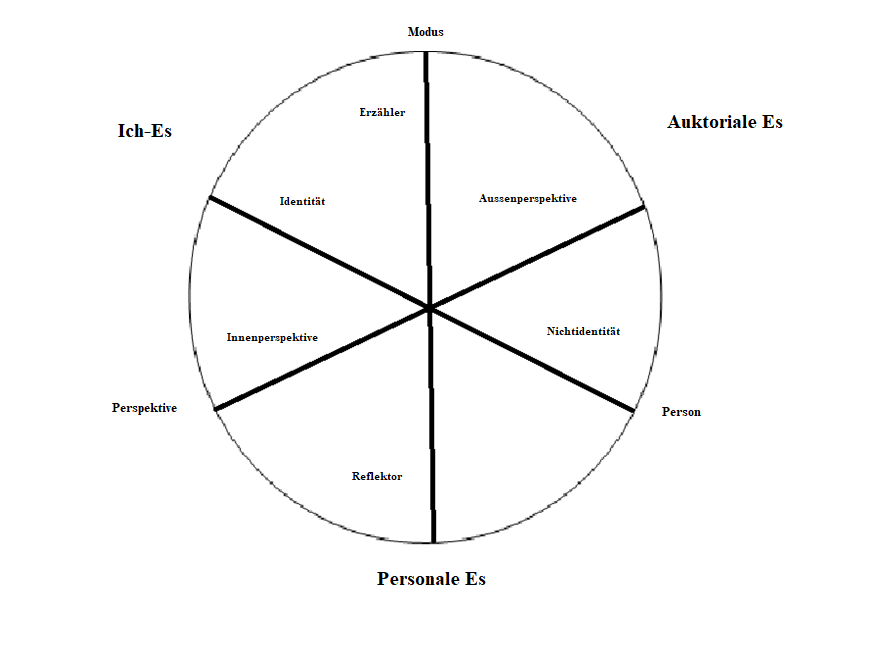
Darstellung von Franz K. Stanzels kleinem Typenkreis, modifiziert aus Theorie des Erzählens. (1995) Die Konstituenten sind die kräftigeren Linien, welche die Kreissehnen bilden. „Es“ entspricht abgekürzt der „Erzählsituation“.

Die drei Erzählsituationen sind als typisch in Vorwegnahme der prototypischen Kategorien der kognitiven Linguistik konzipiert: Einzelne Romane entsprechen jeweils nur teilweise einer typischen Erzählsituation oder mischen auch mehrere dieser in ihrem Text. Die Erzählsituationen sind auf einem Kreis (dem „typologischen Kreis“) angeordnet, um zu zeigen, dass es in der Geschichte der Literatur alle möglichen Ausformungen der Erzählung gibt und dass die Felder zwischen den Erzählsituationen ineinander übergehen. So ist der periphere Icherzähler (z. B. Serenus Zeitblom in Thomas Manns Doktor Faustus) ein Ich-Erzähler, der nur mehr marginal als handelnde Person tätig ist und sich daher bereits der Funktion eines Herausgebers und in weiterer Folge eines auktorialen Erzählers annähert.
In der überarbeiteten Form der Theorie in Theorie des Erzählens werden die drei Erzählsituationen mit drei Achsen kombiniert. So ist die Icherzählsituation mit der Achse Person (Identität – Nicht-Identität der Seinsbereiche zwischen Erzähler und Figurenwelt) assoziiert; das konstituierende Merkmal der Icherzählsituation ist, dass sie am Typenkreis um den Pol Identität der Seinsbereiche platziert ist. Die auktoriale Erzählsituation wird durch den Pol Außenperspektive der Achse Perspektive konstituiert (Außen- vs. Innenperspektive); die personale Erzählsituation durch den Pol Reflektor der Achse Modus (Erzähler- vs. Reflektormodus). Die unter anderem auf linguistischen Einsichten des germanistischen Linguisten Roland Harweg basierende Unterscheidung von emischen und etischen Textanfängen basierende Unterscheidung zwischen Erzähler- und Reflektormodus stellte seinerzeit eine wesentliche Erweiterung erzähltheoretischer Erkenntnisse dar. Sie entwickelt frühere Unterscheidungen zwischen telling und showing (Percy Lubbock) und erklärt die erst seit dem späten 19. Jahrhundert existierende personale Erzählsituation als eine Illusion unmittelbarer Teilhabe am Geschehen durch den Wegfall einer sich als Vermittler in den Vordergrund drängenden Erzählerfigur.
Neben seinen narratologischen Forschungen hat sich Stanzel auch der literarischen Imagologie und Stereotypenforschung (Ausländercharaktere) gewidmet und 1991 ein international besetztes Symposium im Auftrag der Österreichischen Akademie der Wissenschaften organisiert. Als wichtigstes Ergebnis kann die Erkenntnis bezeichnet werden, dass unsere Vorstellung vom Fremden mehr von traditionellen, literarisch überlieferten Vorstellungen (Hetero-Stereotypen) als von tatsächlichen historischen Erfahrungen der Völker miteinander bestimmt werden (siehe Werke Europäer und Völkerspiegel). Mit Telegonie-Fernzeugung (2008) legte Stanzel eine originelle Motivgeschichte des Zentralthemas von Goethes Wahlverwandtschaften von der Antike über Shakespeare bis zur Moderne (Ibsen, Schnitzler, Joyce, Kazantzakis u. a.) vor. Mit James Joyce, vor allem mit Ulysses und dem sogenannten Subtext, dem Echo von Joyce’ Jahren in diesem Roman in Alt-Österreich, 1904–1915, hat sich Stanzel von Anbeginn beschäftigt. Eine Zusammenfassung der verstreuten Arbeiten darüber befindet sich im Druck.
Stanzel erhielt 1985 die Ehrendoktorwürde der Schweizer Universität Fribourg und 2015 eine ebensolche der Philipps-Universität Marburg.

## Schriften
- Die typischen Erzählsituationen im Roman. Dargestellt an Tom Jones, Moby-Dick, The Ambassadors, Ulysses u. a. (= Wiener Beiträge zur englischen Philologie. 63, ISSN 0083-9914). Braumüller, Wien u. a. 1955.
- Typische Formen des Romans. Vandenhoeck & Ruprecht, Göttingen 1964, (Neuauflagen).
- Theorie des Erzählens (= Uni-Taschenbücher. 904). Vandenhoeck & Ruprecht, Göttingen 1979, ISBN 3-525-03204-8 (8. Auflage. ebenda 2008, ISBN 978-3-8252-0904-9).
- Europäer. Ein imagologischer Essay. Winter, Heidelberg 1997, ISBN 3-8253-0616-X (2., aktualisierte Auflage. ebenda 1998, ISBN 3-8253-0700-X).
- Unterwegs. Erzähltheorie für Leser. Ausgewählte Schriften mit einer bio-bibliographischen Einleitung und einem Appendix von Dorrit Cohn. Vandenhoeck & Ruprecht, Göttingen 2002, ISBN 3-525-20823-5.
- Telegonie – Fernzeugung. Macht und Magie der Imagination. Böhlau, Wien u. a. 2008, ISBN 978-3-205-77695-6.
- Welt als Text. Grundbegriffe der Interpretation. Königshausen & Neumann, Würzburg 2011, ISBN 978-3-8260-4669-8.
- Verlust einer Jugend. Rückschau eines Neunzigjährigen auf Krieg und Gefangenschaft. Königshausen & Neumann, Würzburg 2013, ISBN 978-3-8260-5234-7 (Autobiographie).
- James Joyce in Kakanien. (1904–1915). Mit erzähltheoretischen Analysen des Ulysses im Anhang. Königshausen & Neumann, Würzburg 2018, ISBN 978-3-8260-6615-3.

## Als Stifter
- 2002 errichtete Stanzel beim Deutschen Anglistenverband die Stiftung In Memoriam Helene Richter 1861–1942, welche die Erinnerung an die anglistische Privatgelehrte Helene Richter, die 1942 im KZ Theresienstadt ums Leben kam, wach halten soll. Es war die „Gleichzeitigkeit des Ungleichzeitigen“ (Ernst Bloch) des Todes von Helene Richter im KZ und seine Rettung nach Versenkung von U 331 im November 1942, die ihn zur Stiftung dieses Förderpreises veranlasst hat. Der Preis in der Höhe von 2000 Euro wird seit 2003 jährlich von einer Jury des Deutschen Anglistenverbandes für eine ausgezeichnete Arbeit aus englischer Literaturwissenschaft vergeben.
- Förderpreis Franz Karl Stanzel am Bundesrealgymnasium Steyr Michaelerplatz, erstmals verliehen 2017, dotiert mit 1000 Euro. Dieser Preis an seiner alten Schule lehrt die Jugendlichen, „wie wichtig es ist, aktuelle politische und gesellschaftliche Strömungen zu reflektieren sowie Meinungen nicht kritiklos zu übernehmen“.[5]

## Veröffentlichungen
Über seine Erfahrung von sechs Jahren Krieg und Gefangenschaft berichtet Stanzel in Verlust einer Jugend. Rückschau eines Neunzigjährigen auf Krieg und Gefangenschaft, Würzburg 2013, die Versenkung von U 331 mit Verlust von 2/3 der Besatzung wird aus deutscher und britischer Sicht dargestellt. Ein besonders literarhistorisch interessantes Kapitel ist Totalverlust – eine ominöse Leerstelle der Kriegsliteratur. Der Band enthält auch eine kritische Analyse der Zweideutigkeit des Laconia-Befehls von Admiral Karl Dönitz betreffs Rettung Schiffbrüchiger, weiters detaillierte Beschreibungen der Routine des Lebens im kanadischen POW-Camp 44: Programm der Lager-Universität, Sport und Musik, Ausbruchsversuche, „Triebabfuhr und Sex hinterm Stacheldraht“ usw.
Die Vorträge eines Symposiums, organisiert 1991 von Stanzel für die Österreichische Akademie der Wissenschaften, wurden zusammen mit Martin Löschnigg herausgegeben als Intimate Enemies. English and German Literary Reactions to the Great War 1914–1918, Heidelberg 1993. Im Übrigen ist Stanzel einer der wenigen deutschsprachigen Anglisten, die sich kritisch mit der Geschichte des Faches Anglistik während der NS-Zeit auseinandergesetzt haben, in Anglistik in der GRM 1933–1945, in Germanisch-Romanische Monatsschrift, Neue Folge 52, 2002, S. 381–399, und Autobiographisches in Welt als Text, Würzburg 2011.